# レフ・ヤシン
レフ・イワノヴィッチ・ヤシン（ロシア語: Лев Иванович Яшин, 1929年10月22日 - 1990年3月20日）は、ソビエト連邦モスクワ出身のサッカー選手。元ソ連代表。ポジションはゴールキーパー。

## 人物
ヤシンは、サッカー史上最高のゴールキーパーと評される事が多い。1963年、2025年現在までにGKで唯一となるバロンドールを受賞している。1998年にはFIFAの20世紀ワールドチームのGKに選ばれた。2020年にはバロンドール・ドリームチームのGKに選ばれた。FIFAワールドカップの大会最優秀GKに与えられる賞には、1994年大会から2006年大会まで「ヤシン賞」と名付けられている。
クラブでは、デビューから引退まで20年以上をディナモ・モスクワ一筋で過ごし326試合出場、リーグ優勝5回、カップ優勝3回を経験した。ソ連代表としては通算78試合に出場し、夏季オリンピック優勝1回、欧州選手権優勝1回。FIFAワールドカップでは合計13試合に出場した。

## 経歴

### 生い立ち
ヤシンは、モスクワ東区の錠前屋の家庭に生まれた。ヤシン家は叔母アンナ・ミトロザノヴナの一家と同居しており、1つの大きな家族として暮らした。春夏秋は家の中庭で友人たちと暗くなるまでサッカーに熱中し、冬は庭でスケートをする日々を過ごした。
6歳で母アンナが結核のため亡くなる。11歳の時には第二次世界大戦の影響でモスクワ近郊の村にある軍用機の部品工場で父イヴァンと共に働き、同年秋にはモスクワから遠く離れたウリヤノフスクに疎開し列車の貨物を降ろす仕事にも従事した。16歳の時には貧しい食生活の影響で胃潰瘍を患い黒海沿岸にある療養施設へ入るなど、苦労の多い少年時代を過ごした。1937年、父親が再婚し、1939年には双子の弟が誕生している。
ヤシンは少年時代から身体が大きく、友人たちから「エッフェル塔」と呼ばれた。父親の勧めもあり、アイスホッケー、サッカー、バレーボール、体操、水泳、陸上競技など様々なスポーツを経験した。なかでもアイスホッケーのGKとしての資質は群を抜いたものだったという。
1944年、戦争による中断期間が解け、モスクワでサッカーの試合が再開されるとヤシンも工場のチームの入団テストを受ける。当初はストライカーになることを切望していたが、身長が高く跳躍力があったことから、チームのボスはヤシンにゴールキーパーのポジションを割り当てた。
1947年、兵役でモスクワに配属されると、軍のスポーツ部であるディナモ・スポーツ・ソサエティに入団、市議会が主催するチャンピオン・シップでデビューした。
同年7月、アイスホッケーのコーチであるアルカディ・チェルヌイシェフの目に留まり、HCディナモ・モスクワのユースへとスカウトされる。しかし優れた守備力を有するヤシンにとって、「アイスホッケーのゴールは狭すぎる (本人談)」ことと、FCディナモ・モスクワの国内外における活躍への憧れから、次第にサッカーへの思いを強めていった。

### 現役時代
1949年、FCディナモ・モスクワに入団。当初は「タイガー」の愛称で知られた名GKアレクセイ・ホミッチの控えであり、HCディナモ・モスクワでゴールテンダーとしても引き続きプレーしている。アイスホッケーとの二足わらじ生活は1954年まで続いた。
1951年、トップチームで初出場を果たす。デビュー戦は2失点を喫して敗れている。以降もホミッチの控えという状況は変わらず、ベンチでの日々を過ごす。
1953年3月、アイスホッケーのソビエトカップで優勝し、ゴールテンダーとしても3位に選ばれる。ホッケークラブのコーチによる強い勧めもありサッカーを断念することも考えたが、ホミッチの説得により思い止まっている。
同年、ホミッチの怪我がきっかけで正GKに定着。翌1954年にソ連代表に初招集され、9月8日のスウェーデン戦で代表デビュー。
1955年8月、当時の世界王者である西ドイツとの一戦で好プレーを連発し、3-2での勝利に貢献する。一躍世界に名を知られることとなった。
1956年メルボルンオリンピックでソ連代表として金メダルを獲得。ソ連代表が獲得した初の国際タイトルであり、ヤシンも5試合中4試合にスタメン出場し、失点2という活躍を見せた。
自身初のワールドカップとなる1958年スウェーデン大会では、「巨人の戦い」と称されたグループ4のリーグ突破 (死の組も参照) とベスト8入りに貢献した。特にグループリーグのブラジル戦では0-2で敗れたものの、ヤシンも実に12回のファインセーブを見せ、この大会を制することになるタレント軍団を大いに苦しめた。当時17歳だったペレは後年、ヤシンの度重なる美技を目の当たりにして「彼からゴールを奪うのは不可能だと思い、気が滅入ってしまった」と述懐している。
1960年に第1回欧州選手権（当時は欧州ネイションズカップと呼称）に優勝し、ベストイレブンにも選出された。この年と翌1961年、バロンドールにノミネートされ、それぞれ5位と4位にランクインを果たしている。
2度目のワールドカップとなった1962年チリ大会では、トーナメントで2度も脳震盪を起こしたが、チームを準々決勝へ導いた。しかし、10分間に3点差を追い付かれ4-4で引き分けたグループリーグのコロンビア戦や、2度も平凡なロングシュートを失点して2-1で敗れた準々決勝のチリ戦などの不安定な守備を見せたことで、国内では敗退の責任を一身に背負わされる格好となり、その非難の激しさに一時期は真剣に引退を考えたほどだった。
同年開催の「三国対抗国際サッカー大会」でディナモ・モスクワの一員として初来日。後楽園競輪場にてスウェーデン代表、日本代表と対戦した。この大会でのちのJリーグの初代チェアマンでもある川淵三郎がヤシンからゴールを奪っている。
1963年10月23日、ヤシンはイングランドのウェンブリー・スタジアムで行なわれたFA創設100周年記念試合の世界選抜メンバーに招待され、イングランド代表の度重なる猛攻を無失点に抑え、前半45分のみの出場ながらも観衆に強い印象を残す活躍を見せた。同年12月にバロンドールを受賞。
1964年にはソ連リーグで27試合に出場して6失点しか許さず、この年にディナモ・モスクワは優勝した。欧州選手権では準優勝を果たし、前回に続いてベストイレブンに選出された。
ソ連にとって、ワールドカップ最高成績の4位となった1966年大会では6試合中4試合に出場。
1967年、ソ連最高の賞とされるレーニン勲章を受賞した。同年には州中央身体文化研究所(SCOLIFK)のコーチ育成学校を卒業している。
すでに40歳になっていた1970年大会でも、メンバー入りを果たしている。この時、ヤシンは後進のバックアップに回ることを自ら志願しており、控えGK兼アシスタントコーチを務めた。同年末、現役引退を表明した。
1971年5月27日に行なわれたヤシンの引退試合のディナモ・モスクワ対世界選抜には、会場のレーニン・スタジアムに10万人のファンが集まった。世界選抜には、エウゼビオ（ポルトガル）、ボビー・チャールトン（イングランド）、ゲルト・ミュラー（西ドイツ）といった各国のスター選手たちが参加し、試合は2-2の引き分けで終了した。ヤシンは、この引退試合で得た報酬のほとんどを孤児の為に寄付している。
同年8月31日、ヤシンはイタリア代表対世界選抜チームの試合で再びフィールドに立った。世界選抜チームのゴールを守り、4-2で勝利を収めた。

### 引退後
ディナモ・モスクワで後進の指導に当たった後、ヤシンはディナモのサッカー部門とホッケー部門の副部長を務めた。その後、ソ連スポーツ委員会の要職を歴任、ソビエト連邦サッカー連盟の副会長やソ連第2代表チームのコーチも務めた。
1984年、ヤシンは血液のかたまりによって引き起こされる血栓性静脈炎という病により左足を切断している。後年、イスラエル訪問中に義足を取り付けた。
1990年3月18日、ソ連のスポーツ界で初の社会主義労働英雄を受勲した。
同年3月20日、ヤシンは胃癌によりその生涯に幕を閉じた。60歳没 。ソ連政府はヤシンの功績を称え、葬儀は国葬で行われた。ヤシンの遺体は、モスクワ市内のヴァガニコヴォ墓地に埋葬されている。
ディナモ・スタジアムの北側の入り口には、レフ・ヤシンの像が建てられている。
2018年FIFAワールドカップ・ロシア大会では、ソビエト連邦代表時代のヤシンのプレーを模した大会公式ポスターが製作されている。
2019年のバロンドール授賞式ではヤシン・トロフィーが新たに追加され、初受賞者はアリソン・ベッカーだった。

## 選手としての特徴
ヤシンは非常に長い腕と足を持ち、そして黒いユニフォームと黒いグローブを付けていた風貌から「黒蜘蛛」または「黒豹」と呼ばれた。
ヤシンのプレーは革新的だった。跳躍力や反射神経、判断力に加え、元々フィールドプレーヤー志望だった彼は足元の技術も優れていた。ペナルティーエリア全体を広くカバーするだけでなく、必要とあらば積極的にペナルティーエリアの外にも飛び出すプレースタイルは、ゴール前のみを守るのが当たり前だった同時代のほかのGKには見られない特長だった。そのプレーは1950年代当時「サーカス」と称され、21世紀の現在もなお「スイーパー・キーパー」の先駆者として評されている。
黒いユニフォームと共にキャップも、ヤシンの象徴として知られている。ハイクロスの処理時にはキャップを脱いでヘディングでクリアし、またキャップを被るという光景は、毎回歓声が上がったという。後に試合のスピードが上がりタフな展開へと変化していったことで、キャップを脱いでのヘディングは止めている。ヤシン本人はこのキャップについて、「これはお守りだ」と語っている。
練習の内容も画期的だったとされている。シュートをキャッチせずに弾き出すことすら「敗北」と捉えるほどだったというが、一方でヤシンは難しいボールをキャッチするのではなくパンチングする練習を始めたGKの1人だった。また、前述のペナルティーエリア外への飛び出しのほか、反撃を開始する為の素早いスローイング、そしてディフェンダーの組織化と彼らへの指示出し (コーチング)といった内容は、当時としては斬新なものだった。余談だが、コーチングに関してはヤシンが試合中に怒鳴りすぎていると、しばしば妻から非難を受けたという。
「ボールをしっかりキャッチして味方の攻撃に繋げること」をGKの仕事と心得、「技術や身体能力は二の次。とにかく絶対にボールを止めるという強い意志こそが大事」ともヤシンは語っている。
ヤシンはディナモ・モスクワで出場した326試合中、160試合でクリーンシートを達成している。ワールドカップでは決勝トーナメントに計12試合出場し、4試合でクリーンシートを達成した。真偽は不明だが、語られるところによればヤシンは150本以上のPKを止めたという。(List of world association football recordsも参照)
ソビエト連邦代表では通算78試合プレーし、70失点だった。ヤシンの全盛期だった当時は、現在と比べてディフェンス技術のレベルが高くなく、フェレンツ・プスカシュを始めとした一流のストライカー達が容易くゴールを決められる環境であったことを考えると驚異的な記録といえる。

## 私生活
妻のヴァレンティナ・ティモフィーナ・ヤシーナとの間にイリーナ、エレナという2人の娘を儲けた。ヴァレンティナはロシア・ワールドカップが開催された2018年の時点でも、ヤシンが1964年にソ連政府から支給されたモスクワのアパートメントに在住している。
3人の孫も誕生したがうち1人は自転車事故の為、2002年に14歳で他界している。また孫のひとりであるヴァシリー・フロロフ（イリーナの息子）は、かつてヤシンも在籍したディナモ・モスクワのユースにてGKとして23歳までプレーし、選手名鑑にも掲載されていた。現在ヴァシリーはスパルタク・スタジアムの近場にてGKトレーニングスクールを運営している。

## 逸話
- 「黒蜘蛛」のあだ名の通り、ヤシンは黒いユニフォームでプレイしたことで知られるが、妻のバレンティナ・ティモフィーナ・ヤシーナは「(黒ではなく)濃い紺色だった」と証言しており、「春や秋にはピッチがぬかるんでいましたが、紺色だと泥がついても目立たなかったんです」と語っている。またバレンティナは、ヤシンが怪我を防ぐ為に、暑い時期になっても厚手のユニフォームを脱ごうとしなかったことやパンツの下にキルトのトランクスも履いていたと証言している[5]。
- 前述の通りキャップを被っていたことでも知られるが、1960年に第1回欧州選手権でソビエトが優勝した際には、試合終了のホイッスルと同時にピッチへとなだれ込んだ観客にキャップを盗まれるという事件も発生した[5]。
- 謙虚な人柄で知られた。モスクワの労働地区出身ということもあり、ソ連代表として名声を得た後も自らを「労働者」と称した。「大工が仕事前に木の板に触れるように、試合前にはボールに触れる必要がある。労働階級の習わしだ」とも述べている。また妻のヴァレンチナは「彼は首脳陣にボーナスを求めることもなく、とても引っ込み思案だった。いつも「これもらって良いのかな。違ったらどうしよう」と遠慮していた」と回想している。[4]
- 「黒蜘蛛」「黒豹」のあだ名で知られたが、1963年に出場したFA創設100周年記念試合での活躍により、イギリスでは「黒タコ」とも呼ばれた。[6]
- ファンとのエピソードで以下のものがある。1956年メルボルンオリンピックで初優勝を果たしたソ連代表メンバーの帰路は船でウラジオストクまで行き、そこからモスクワまで列車で戻るという長い日程を費やすものだった。ロシア中のファンが優勝チームを出迎えられるようにする為である。チームの医師オレグ・ベラコフスキーは「大晦日に髭を生やした男性が袋を持って車両に入って来て「君たち、ヤシンはどこだい」と叫んだ。ヤシンが歩み出ると、男性はヤシンの前に跪き、袋から一瓶の密造酒と一袋のヒマワリの種を取り出すと、「これが俺たちの持っているありったけのものさ。ありがとうよ、ロシアの全国民からの礼だ！」と言った。」という一幕を回想している。[4]
- プロ意識が高かった一方、喫煙者でもあった。身体に悪いと自覚してはいたが、1日に半箱吸うこともあったと告白している。インタビューでプレーの秘訣について問われた際、「神経を落ち着かせる為に煙草を吸う」とも答えている[22]。喫煙がヤシンのプレーに悪影響を与えているには見えなかった為、コーチたちは黙認していた[4]。しかしこの習慣が原因で、引退後には前述の左足切断へと至っている。手術後も喫煙を止めることはなかったという。
- 胃癌により他界しているが、妻のバレンティナによれば、生前のヤシンは異常なほどの胃酸過多で常に胃痛に悩まされていたという。ポケットに必ず重炭酸塩を入れ、それを飲む為の水も可能な限り携帯していた。その症状は水を持っていない時に胃痛が起こると、水を持って来てもらうのを待っていられないほどの激痛だったと証言している[5]。
- 前述の通り、ヤシンは2021年現在GKとして唯一バロンドールを受賞しているが、受賞の際に世界最高のキーパーは自分ではなくヴラディミル・ベアラだと主張した[5]。

## 出場大会
- 1956年夏季オリンピック（優勝、4試合2失点）
- 1958年ワールドカップ（ベスト8、5試合6失点）
- 1960年欧州ネイションズカップ（優勝）
- 1962年ワールドカップ（ベスト8、4試合7失点）
- 1964年欧州ネイションズカップ（準優勝）
- 1966年ワールドカップ（4位、4試合5失点）
- 1970年ワールドカップ（ベスト8、出場なし）

## 獲得タイトル
ソビエト連邦代表
- オリンピック優勝1回：1956
- 欧州選手権優勝1回：1960

ディナモ・モスクワ
- ソ連リーグ優勝5回：1954, 1955, 1957, 1959, 1963
- ソ連カップ優勝3回：1953, 1967, 1970

個人タイトル
- バロンドール：1963
- バロンドール・ドリームチーム：2020
- ソ連年間最優秀GK（アガニョーク誌選定）：1960, 1963, 1966[3]
- 20世紀世界最優秀GK 1位 (1999年、国際サッカー歴史統計連盟)
- 20世紀の偉大なサッカー選手100人（ワールド・サッカー誌選定） 11位（GKとしては最上位）：1999
- ロシア・ゴールデンプレイヤー（1954年から2003年の間の同国最優秀選手）：2004
- UEFAゴールデンジュビリーポール 8位（GKとしては2位）：2004
- 20世紀最優秀ゴールキーパー（IFFHS選定）[23]
- 20世紀ワールドチーム：1998
- スポーツマスター：1957
- レーニン勲章：1967
- 社会主義労働英雄：1990